# У Гаши (театр)
Театр «У Гаши» (год создания 1987, Богородицк) — домашний, любительский, ныне муниципальный театр г. Богородицка.

## История создания

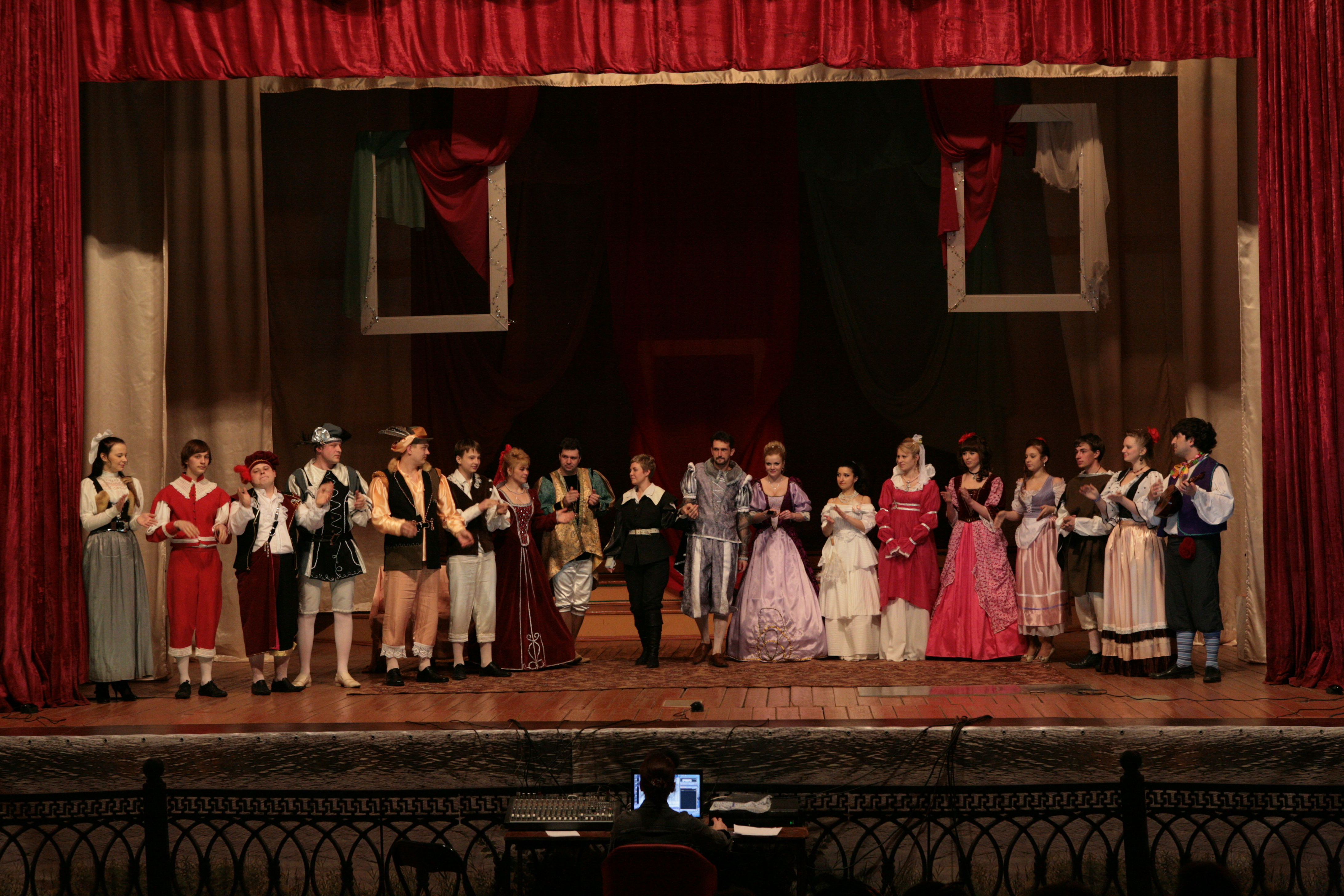
Коллектив

Моментом рождения «У Гаши» считают премьеру спектакля «Карнавал» по пьесам Лопе де Вега 20 декабря 1987 года. Театр возник на базе «Библиотеки искусств», расположенной в старинном парке усадьбы графов Бобринских (XVIII век, архитектор И. Е. Старов) в г. Богородицк.
Своим рождением и названием театр обязан библиотекарю Галине Анатольевне Спесивцевой и заведующей библиотекой Наталье Алексеевне Машутиной. Именно им в голову пришла идея украсить вечера «Клуба любителей прекрасного», работавшего при библиотеке, театрализованными фрагментами, которые постепенно превратились в целые спектакли. Зрители приходили к Гале и Наташе, отсюда появилось название театра «У Гаши», то есть в гостях у ГА-ли и Ната-ШИ.
Поначалу постановки проходили в овальном зале Дворца-музея, где в XVIII веке шли спектакли первого в России детского театра, созданного тогдашним управляющим имения ученым-энциклопедистом Андреем Тимофеевичем Болотовым. Соответственно, театр «У Гаши», во многом продолжающий традиции русских домашних театров XVIII—XIX века, прежде всего детского театра А. Т. Болотова, получил наименование «домашний».
После смерти Н. А. Машутиной в 1993 году в библиотеку приходит работать одна из первых актрис театра Елена Васильевна Карпова, Елена Васильевна Карпова, позднее ставшая профессиональным режиссёром и возглавившая коллектив.
Более двадцати лет театр существовал на одном энтузиазме, не имея никакого официального статуса. Тем не менее ещё в 2000 году составители «Энциклопедии городов и районов Тульской области» внесли в свой труд информацию о театре «У Гаши» с характеристикой «единственный в своём роде». 14 февраля 2009 года перед премьерой спектакля «Обыкновенное чудо» по пьесе Е. Шварца было всенародно объявлено о присвоении театру статуса «муниципальный».
В 2011 году на свет вышла книга о театре «Окно в театр». Авторы — Рагим Мусаев, Елена Карпова. Процесс организации издания книги взяла на себя актриса театра ,Наталия Ширяева."Зарабатывали" на выпуск книги все вместе, копя деньги от выступлений. В 2011 году у театра появился свой сайт www.ugashi.ru Авторы и идейные вдохновители проекта Татьяна Литвяк, которая когда то тоже играла в театре, и Наталия Ширяева.

## Репертуар
Основу репертуара театра составляет классика отечественной и зарубежной драматургии. Это спектакли по произведениям Н. В. Гоголя, А. П. Чехова, И. С. Тургенева, Н. А. Островского, У. Шекспира, Мольера, Лопе де Вега,К.Гольдони, О. Уайльда, Б. Шоу, Г. Ибсена, Э. Скриба.

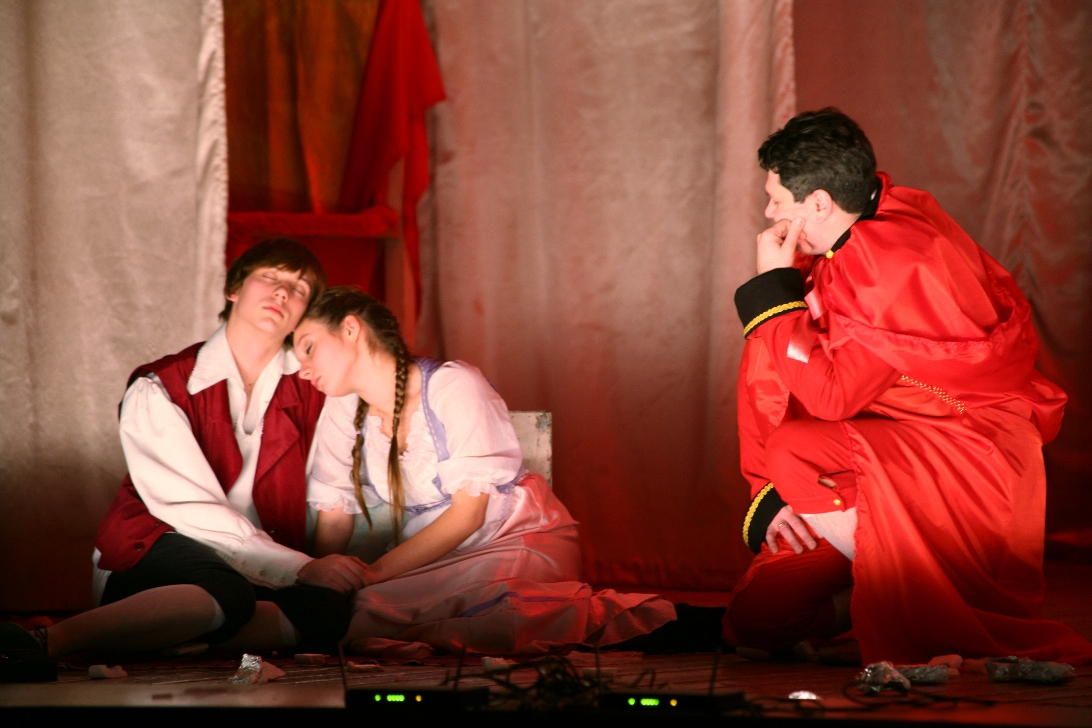
Сказка

Театр неоднократно обращался к пьесам XVIII века, некогда исполнявшимся в богородицкой усадьбе театром А. Т. Болотова Прежде всего это произведения самого А. Т. Болотова «Честохвал» и «Несчастные сироты», а также неизвестные широкому зрителю пьесы Екатерины II.
При этом театр активно работает и с современными писателями. По согласованию с авторами поставлены музыкальная комедия «Если будешь ты со мной» по пьесе Сергея Белова «Мамуля» , классическая английская комедия «Падшие ангелы» по пьесе Ноэля Коуарда в переводе Виктора Вебера.
Театр постоянно сотрудничает с драматургом Рагимом Мусаевым, по пьесам которого поставлены «Декамерон. Сто первая новелла», «Семь историй про любовь», «Двое», «Суфлер» и другие спектакли.
Визитной карточкой театра стали музыкальные спектакли, созданные в соавторстве с композитором Алексеем Шершневым и аранжировщиком Игорем Махаловым : «Собака на сене» по пьесе Лопе де Вега, «Однажды в Севилье» по пьесе Самуила Алешина, «Снежная королева» по пьесе Рагима Мусаева.
Кстати, написанная специально для театра «У Гаши» сказка «Снежная Королева» изначально создавалась так, чтобы её могли сыграть 6 актёров. 6 января 2012 года в г. Элиста на сцене Государственного концертного зала Калмыкии состоялась премьера постановки по пьесе Рагима Мусаева, в которой приняли участие 99 взрослых и маленьких актёров.

## Летние сезоны

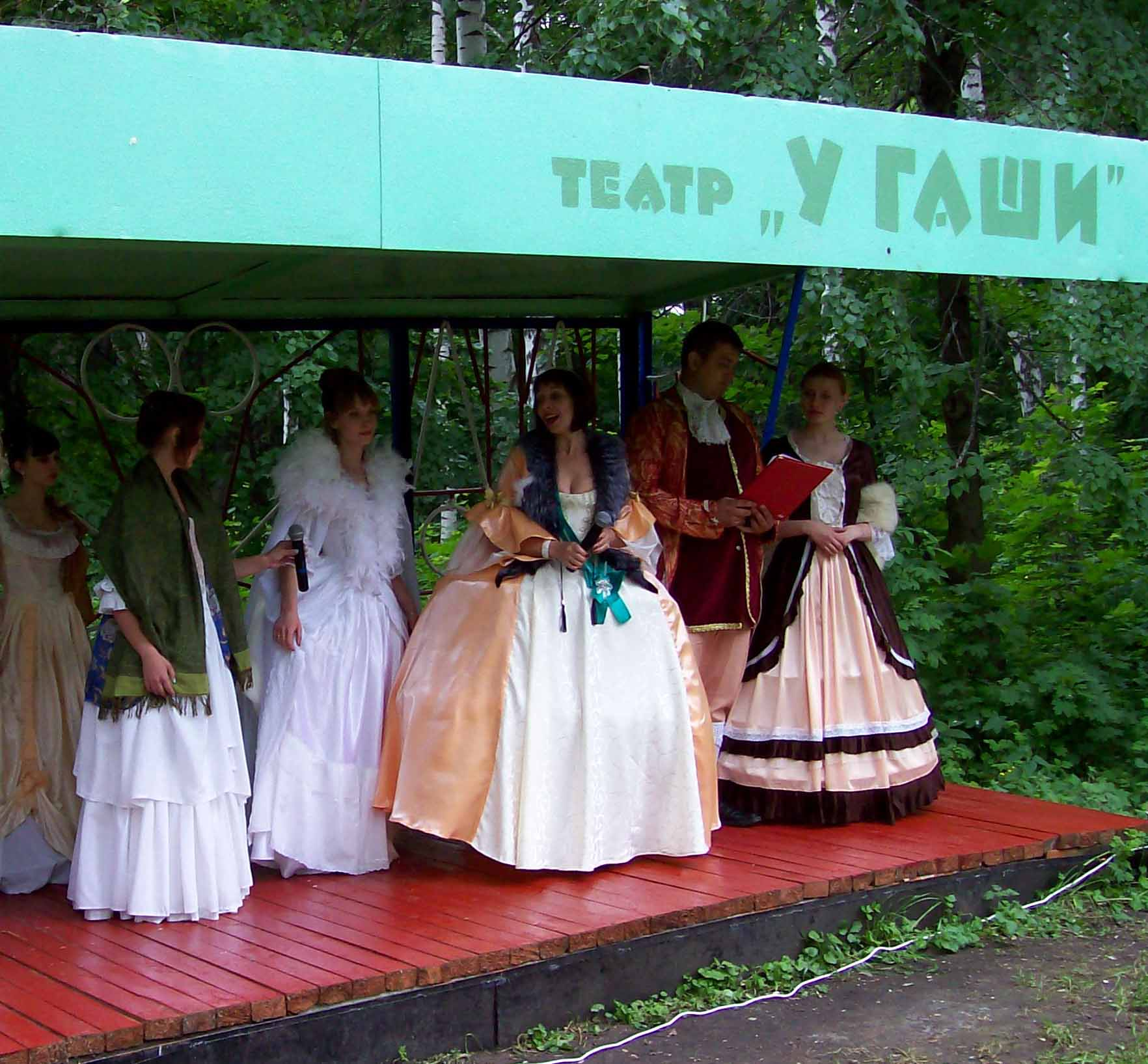
Летний сезон

С 2008 года основной площадкой театра стала большая сцена культурно-информационного центра «Спектр» со зрительным залом на 400 человек. В том же году театр начал организовывать «летние сезоны», играя спектакли под открытым небом в усадебном парке графов Бобринских, созданном в XVIII веке А. Т. Болотовым.
При этом актёры «оживляют» исторических и литературных персонажей, связанных с историей парка и города: Екатерину II и Григория Орлова, их сына — первого хозяина имения Алексея Бобринского, Михаила Пришвина, Анну Каренину и других. Декорациями в этом случае служит сам старинный парк с прудами и усадебными постройками.
Корреспондент газеты «Тульский диапазон»: «Гости буквально онемели, когда по узенькой тропинке им навстречу показался Григорий Орлов, а за ним и сама Екатерина Вторая. Дальше больше…»
В 2011 году у театра появилась своя летняя сцена в болотовском парке.

## Труппа
В театре одновременно играет три состава: взрослый, детский и молодёжный, которые иногда встречаются в рамках одной постановки. Взрослый состав, носящий негласное звание «старичков труппы», до сих пор включает актёров, принимавших участие ещё в первых постановках: Николай и Вероника Корякины, Дмитрий Карпов, Ольга Денисова, Инна Мосальская, Рагим Мусаев.
Примечательно, что в «домашнем» театре образовалось пять семейных пар. Кроме этого, при театре работает детская студия, где в том числе играют дети первых актёров: Софья Денисова, Роман Карпов, Анастасия Корякина, Никита Власов и Дарья Мосальская.

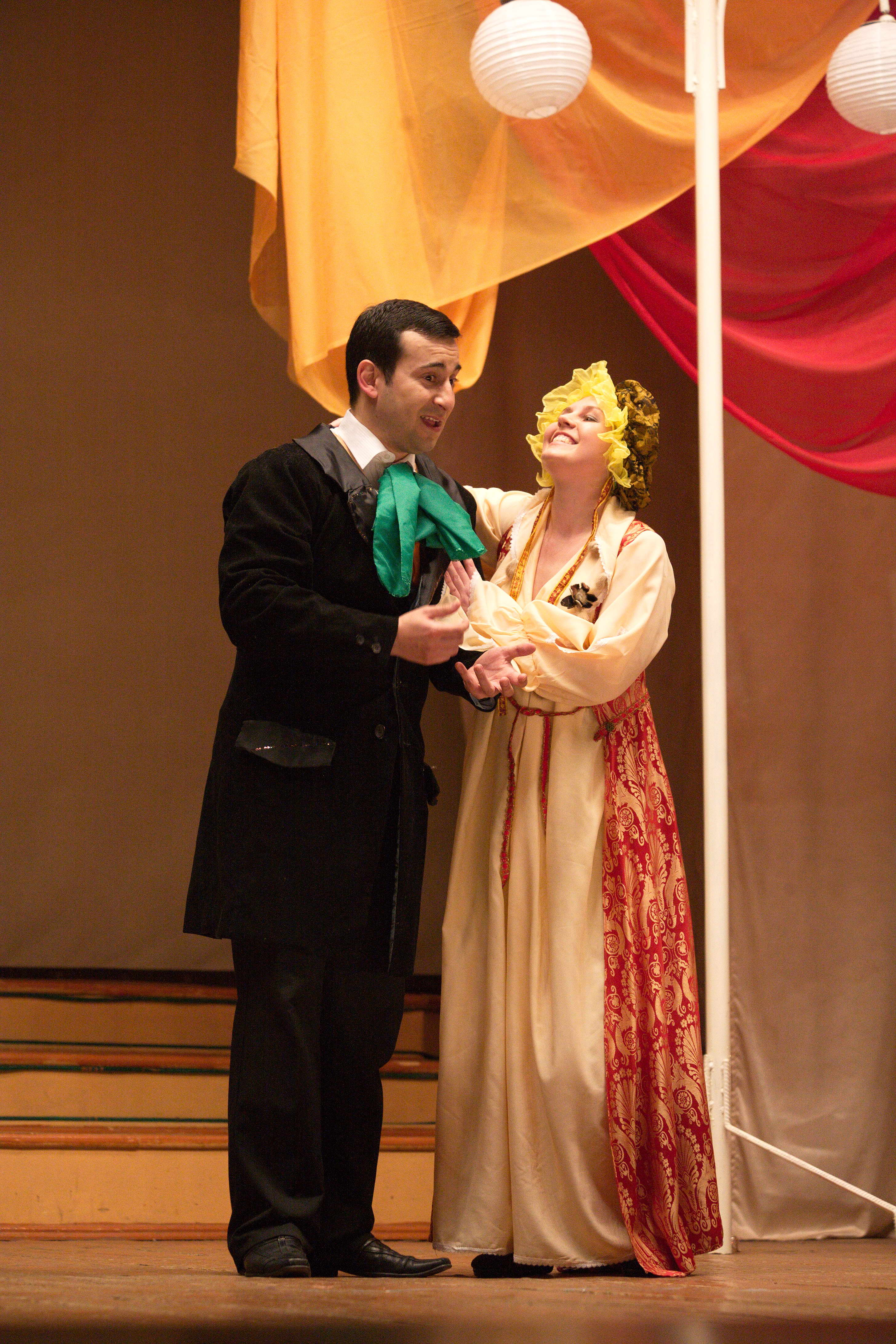
«Двое»

С 1999 года детская студия театра ежегодно принимает участие в Болотовском фестивале детских театральных коллективов в Богородицком дворце-музее, где проходили спектакли первого в России детского театра.
Некоторые актёры детской студии со временем переходят в основную труппу театра. Так случилось с Екатериной Овчинниковой, Максимом Ждановым, Лилией Климовой, Дианой Хасановой, Юлией Дизендорф, Софией Денисовой и Романом Карповым.
Театр неоднократно принимал участие в фестивалях талантливых семей. В 2008 году актёры театра сыграли на легендарном Бежином лугу театрализованное представление к 190-летию И. С. Тургенева.
Заметный след оставили игравшие в театре в разные годыСергей Алтунин, Евгений Комаров, Ольга Алтунина (Сурская), Констатнин Лушников, Инна и Валерий Мосальские, Оксана Николаева, Ирина Изгаршева, Константин Денисов, Марина Осташова,Владимир Власов, Людмила Ковшова, Павел Городничев, Николай Старцев, Тимур Садыков, Сергей Морозов, Елена Ускова, Татьяна Кочетыгова, Сергей Шилкин, Александр Бибиков, Юрий Гладышев, Наталья Фазлеева,Оксана Полякова,Евгений Комаров, Марина Раева, Кирилл Прощалыкин,Владимир Корнеев,Татьяна Литвяк, Наталия Ширяева.
Также в постоянной труппе театра: Галина Черных, Алла Мусаева, Анна Сафонова, Дмитрий Еремин,
Гордостью театра всегда были эффектные костюмы. Над ними работают художественный руководитель театра Елена Карпова и профессиональный дизайнер одежды Наталья Шершнева.
Плодотворное сотрудничество с Алексеем Шершневым, ставшим композитором театра, послужило созданию сборника хитов театра.

## Творческие связи

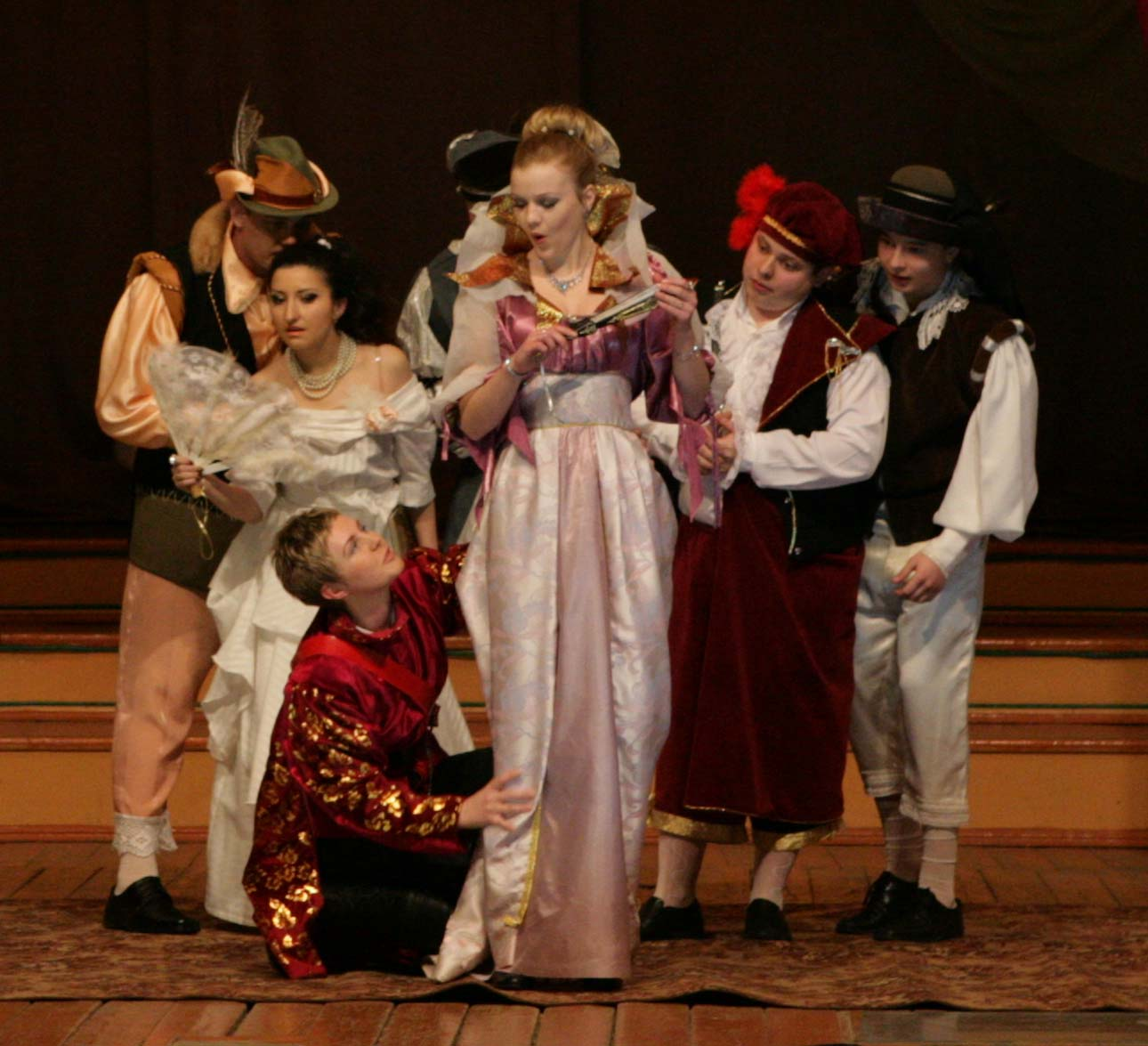
Однажды в Севилье

Театр «У Гаши» сотрудничает с различными творческими коллективами и учреждениями культуры:
- Богородицкий Дворец-музей и парк;[41]
- Богородицкая детская художественная школа имени П. А. Кобякова;
- Культурно-информационный центр «Спектр» (г. Богородицк);[42]
- Богородицкий Муниципальный камерный оркестр;[43]
- Клуб авторской песни «Бригантина» (г. Тула).[[44]

## Адрес
301835, Тульская область, г. Богородицк, парк имени А. Т. Болотова